# A poeta analfabeta
A poeta analfabeta és una pel·lícula documental gallega del 2020 dirigida per Sonia Méndez Alonso i rodada en gallec. La pel·lícula és un retrat de l'escriptora i activista Luz Fandiño. La pel·lícula, que compta amb el suport d'AGADIC, es va estrenar el 12 d'octubre al Festival Cineuropa.

## Sinopsi
El documental repassa la vida de Luz Fandiño, filmada quan tenia 88 anys.

## Reconeixements
Fou nominada al premi al millor documental als 20a edició dels Premis Mestre Mateo.